# Edificio Los Portales
El edificio Los Portales, actual edificio consistorial de Freirina, es un monumento histórico localizado en la comuna Freirina, Región de Atacama, Chile. Su data de construcción se remite al año 1873.
Pertenece al conjunto de monumentos nacionales de Chile desde el año 1980 en virtud del D. S. 8377 del 2 de octubre del mismo año junto a la Iglesia Parroquial de Freirina; se encuentra en la categoría «Monumento Histórico».

## Historia

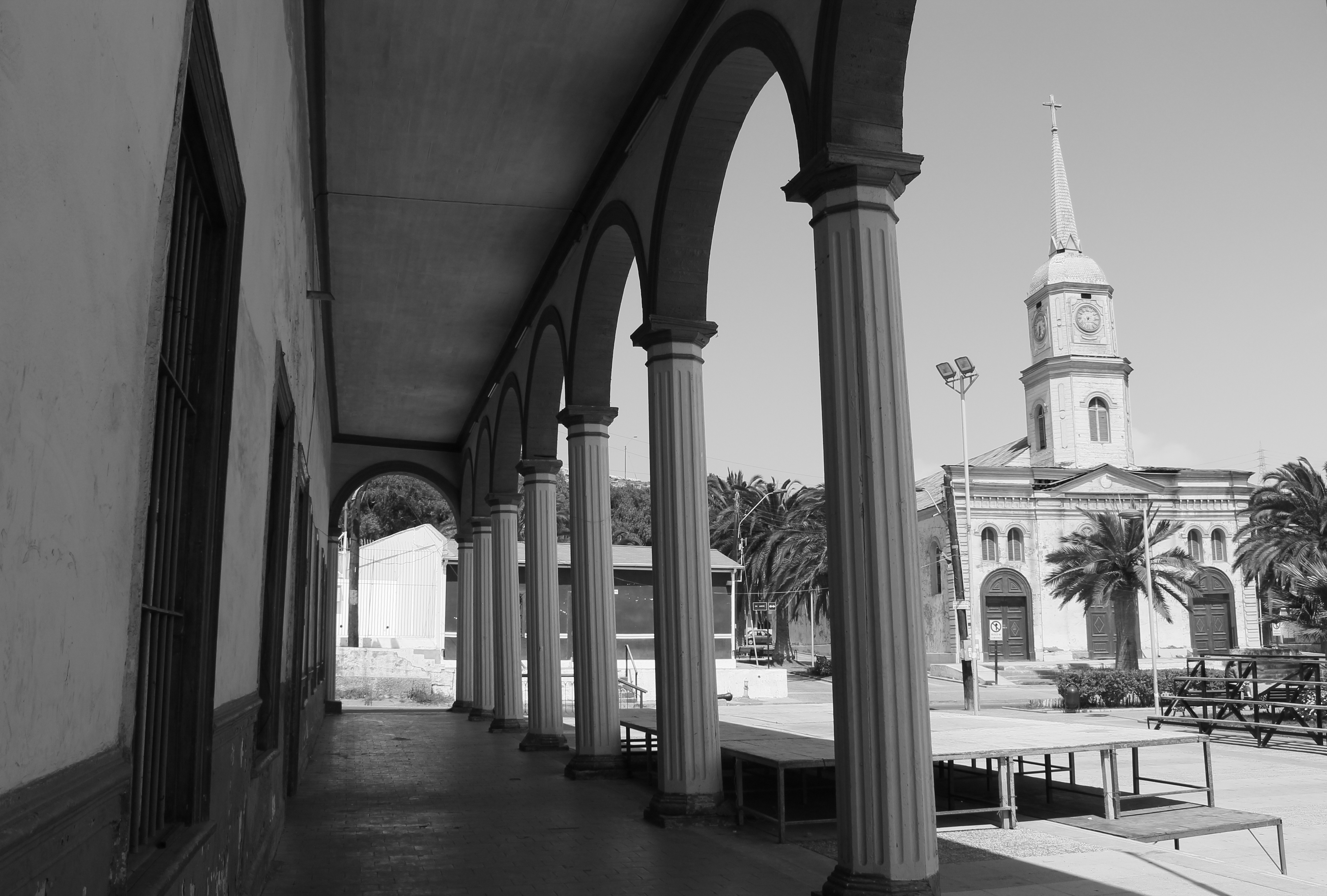
Vista de los arcos del Edificio Los Portales.

La construcción se remonta al año 1873, ubicándose en el costado oeste de la plaza de armas de Freirina. Su uso original era servir de «Casa de Gobierno» y se ha transformado en la actualidad en «uno de los núcleos del corazón patrimonial» de la localidad, albergando a algunas dependencias administrativas del gobierno local, aunque también existe un proyecto de para habilitarla como un museo.
Se edificó principalmente en pino oregón y su estilo arquitectónico es eminentemente neoclásico. En términos de su estructura, ésta «se desarrollo en torno a un patio central, con galería o pasillos conformados por pilares de madera. El acceso que da a la plaza y que corresponde a la fachada principal, es un portal conformado por 10 columnas octogonales unidos por arcos de medio punto, los cuales generan un volumen que contiene un gran corredor hacia el exterior vinculante con el espacio público de la plaza».
A fines del año 2012 se lanza un proyecto de restauración de este inmueble patrimonial, en el marco del Programa «Puesta en Valor del Patrimonio» del Gobierno de Chile. El edificio se encontraba cerrado debido a su mal estado de conservación y la presencia de serios problemas estructurales.

## Remodelación
El edificio Los Portales comenzó con su proceso  de restauración  durante el primer gobierno del Presidente Sebastián Piñera, cuan a fines del año 2012 y en el marco del programa “Puesta en valor dl patrimonio” se dio inicio al diseño.
Este proyecto que significó una inversión de más de mil 200 millones de pesos, financiados con recursos del Fondo Nacional de Desarrollo Regional (FNDR).
La remodelación contempla  dependencias que albergan un centro cultural que contará con salas museográficas, salas multiuso y además oficinas de cultura y turismo de la municipalidad de Freirina.